# Pamela Anderson
Pamela Denise Anderson (n. 1 iulie 1967) este o actriță, sex simbol, manechină, producătoare de televiziune americano-canadiană.
Anderson este cunoscută pentru rolurile din Home Improvement, și Baywatch,  V.I.P.. A fost aleasă ca Playmate of the Month (Femeia lunii) pentru revista Playboy din februarie 1990.  Ea a fost cunoscută cu numele Pamela Anderson Lee (sau Pamela Lee) după căsătoria cu toboșarul trupei Mötley Crüe, Tommy Lee. Are atât cetățenia canadiană cât și cea americană.

## Activitate ca actriță

### Filmografie

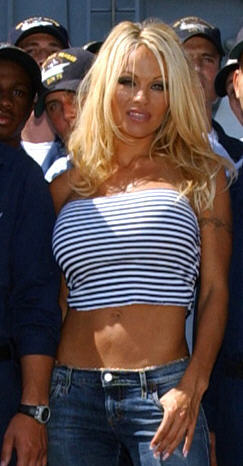
Pamela Anderson în septembrie 2004

| An   | Film                                                                                | Rol             | Note               |
| ---- | ----------------------------------------------------------------------------------- | --------------- | ------------------ |
| 1991 | The Taking of Beverly Hills                                                         | Majoretă        | Film de acțiune    |
| 1993 | Snapdragon                                                                          | Felicity        | Film thriller      |
| 1994 | Raw Justice                                                                         | Sarah           | Film thriller      |
| 1995 | Naked Souls                                                                         | Britt           | Film thriller      |
| 1996 | Barb Wire                                                                           | Barb Wire       | Film SF            |
| 2001 | The Making of Bret Michaels                                                         |                 | Film documentar    |
| 2002 | Scooby-Doo                                                                          | Ea însăși       | Necreditat         |
| 2003 | Scary Movie 3                                                                       | Becca           | Film de comedie    |
| 2003 | Pauly Shore Is Dead                                                                 | Ea însăși       | Comedie/mocumentar |
| 2005 | No Rules                                                                            | Ea însăși       | Film de acțiune    |
| 2006 | Borat: Cultural Learnings of America for Make Benefit Glorious Nation of Kazakhstan | Ea însăși       | Film de comedie    |
| 2008 | Superhero Movie                                                                     | Fata invizibilă | Film de comedie    |
| 2008 | Blonde and Blonder                                                                  | Dee Twiddle     | Film de comedie    |
| 2009 | Hollywood & Wine                                                                    | TBA             | Post-producție     |

### Televiziune
- The Flintstones: Little Big League vocea lui Pebbles (1978)
- Married... with Children episodul "Al with Kelly" ca Yvette (1990)
- Married... with Children episodul Route 666: Part 2 (1991)
- Home Improvement (1991–1993)
- Baywatch (1992–1997)
- Days of our Lives (1992)
- The Nanny (Heather Biblow)
- Mike Hammer, un detectiv american (1994)
- V.I.P. (1998–2002)
- Baywatch: Hawaiian Wedding (2003)
- Less Than Perfect Vicki Devorski (2003, sezonul 2)
- Stripperella (2003–2004) (voce)
- Stacked (2005–2006)
- Comedy Central Roast of Pamela Anderson (2005)
- 8 Simple Rules (2005)
- MADtv (2005)
- Pam: Girl on the Loose (2008)
- The Sunday Night Project - Guest Host (2008)
- Big Brother Australia - Oaspetele casei pentru 3 zile (2008)
- Malibu (vitor)